# Kastanienallee (Eschelbronn)

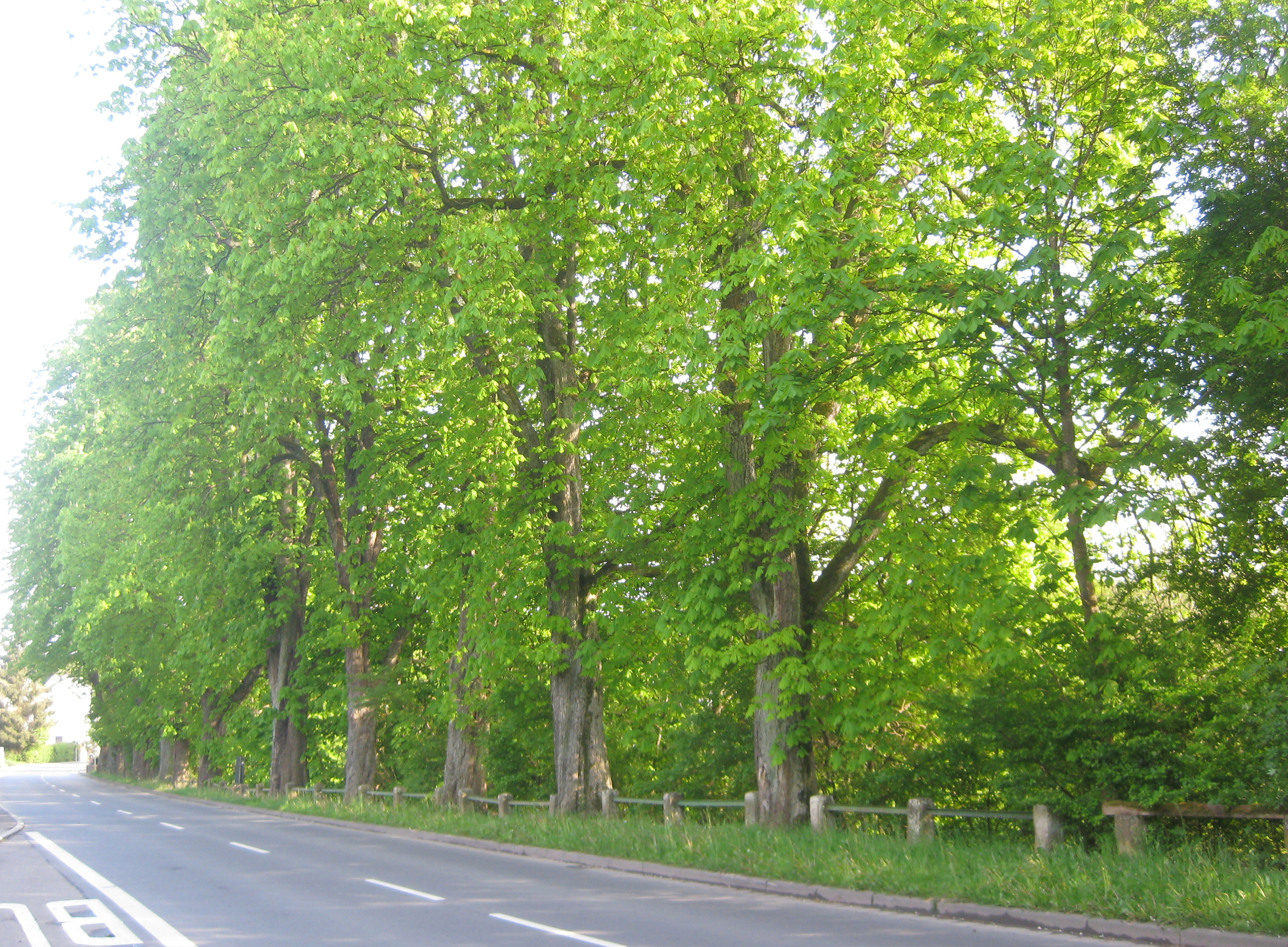
Kastanienallee in Eschelbronn

Die Kastanienallee in Eschelbronn, einer Gemeinde im Rhein-Neckar-Kreis im nördlichen Baden-Württemberg, ist eine Reihe von 19 als Naturdenkmal ausgewiesenen Rosskastanienbäumen (Schutzgebietsnummer 82260200001). Die Allee steht gegenüber dem Bahnhof an der Bahnhofstraße am Ufer der Schwarzbach und ist rund 310 Meter lang.

## Geschichte

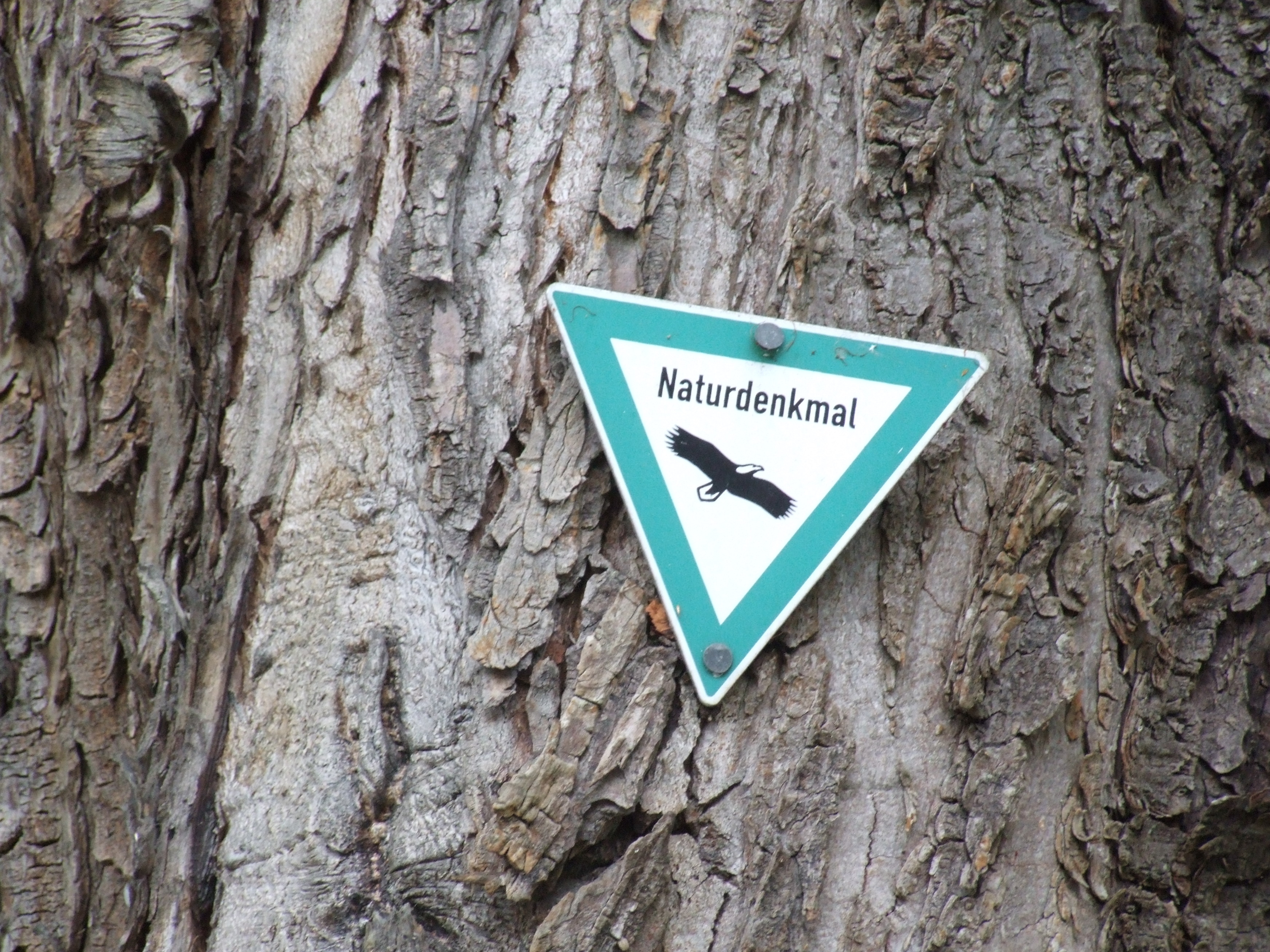
Die Bäume wurden 1981 unter Denkmalschutz gestellt

Die jüngsten Bäume der Kastanienallee wurden nach Schätzungen um 1875 oder früher gepflanzt; möglicherweise im Zuge des Bahnhofbaus der gegenüberliegenden Bahnstrecke Meckesheim–Neckarelz und dem Bau der Meckesheimer Straße. Die jüngeren, wahrscheinlich nachträglich gepflanzten Exemplare, befinden sich am nordwestlichen Ende der Allee ortseinwärts.
Im Zweiten Weltkrieg wurden mehrere Bäume der Kastanienallee bei einem Bombenangriff beschädigt, der am 13. März 1945 von Alliierten auf den anliegenden Bahnhof durchgeführt wurde.

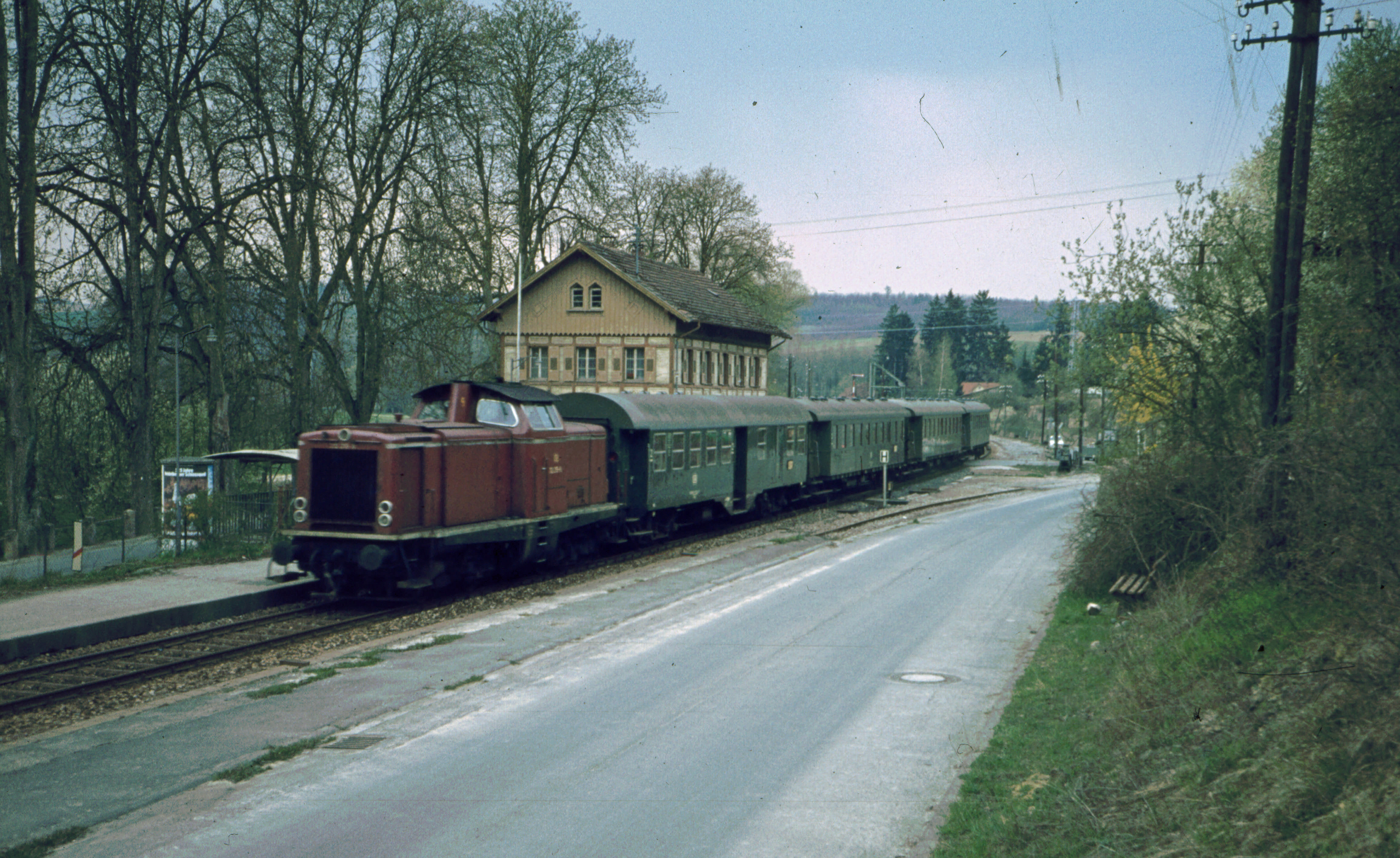
Die Kastanienallee hinter dem ehemaligen Bahnhofsgebäude im April 1978

Zwölf Bäume waren Eigentum des Straßenbauamtes Mosbach, 13 gehörten der Deutschen Bundesbahn. Das Straßenbauamt Mosbach begann Ende der 1960er Jahre aus verkehrsrechtlichen Gründen systematisch mit der Fällung ihm zugehöriger Kastanien. Mit dem Verweis auf Straßenblockaden durch heruntergefallene Äste nach Stürmen im Februar 1967 und den gesundheitlichen Zustand der Kastanien wurden zwei Bäume der Kastanienallee 1973 gefällt. Weitere Fällungen sollten folgen, wurden jedoch von der Gemeinde Eschelbronn unter dem damaligen Bürgermeister Dieter Janitza verhindert.
Am 7. Mai 1981 wurden die Bäume als Naturdenkmal unter Schutz gestellt.
Einige der letzten Bäume in Richtung Ortsausgang wurde am 14. Mai 2008 auf Anordnung der Naturschutzbehörde des Rhein-Neckar-Kreises gefällt, weil er Passanten und den Verkehr gefährdet habe.

## Pflege

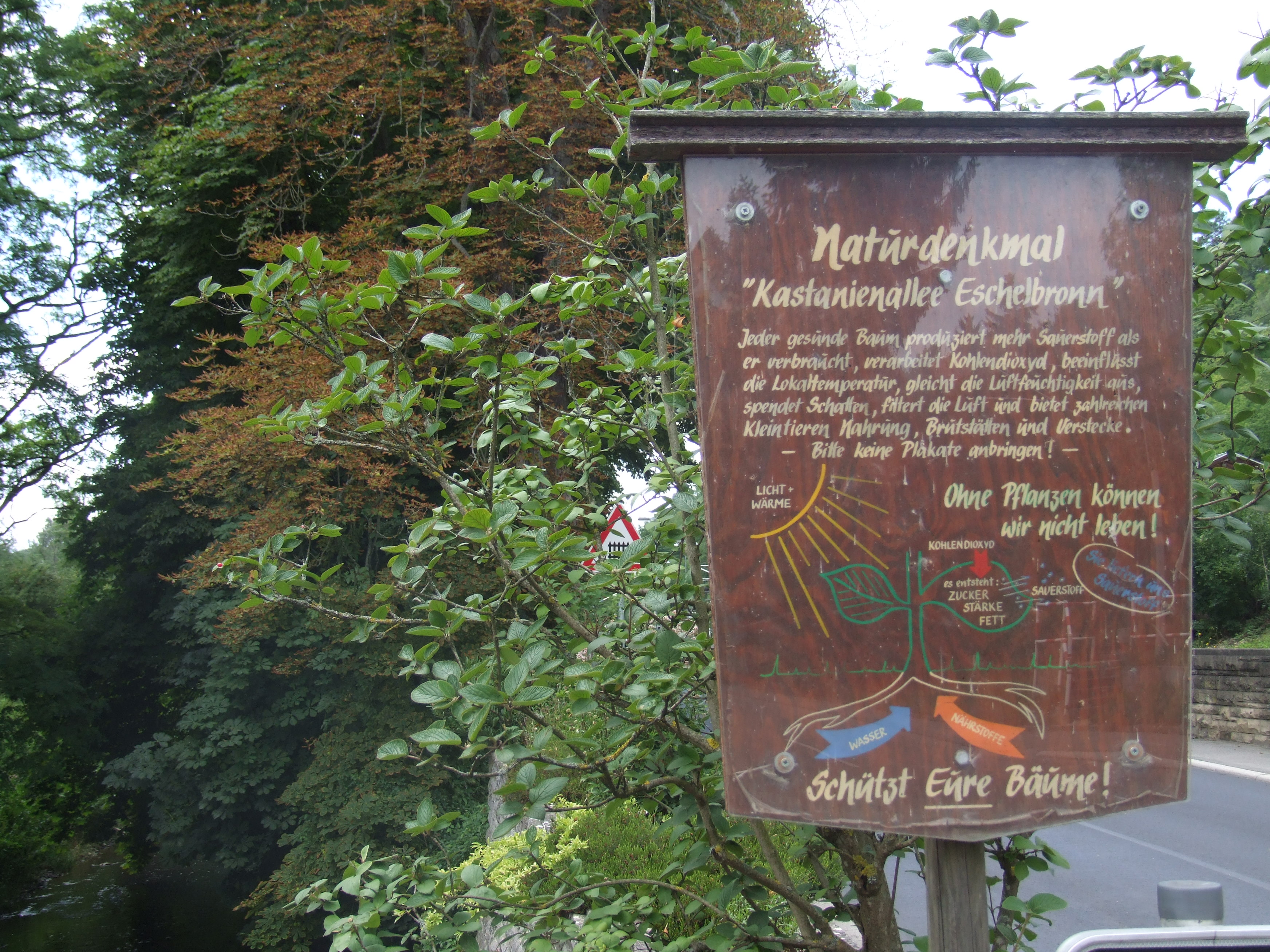
Infotafel „Naturdenkmal Kastanienallee“

Die Kastanien werden regelmäßig von Rosskastanien-Miniermotten befallen. Um deren Vermehrung entgegenzuwirken, werden jedes Jahr Pheromon-Fallen aufgestellt. Der Ortsverband des Bundes für Umwelt und Naturschutz beseitigt zusammen mit freiwilligen Helfern das im Herbst gefallene Laub.
Am 11. Dezember 2015 wurde ein Gutachten zur Pflege der Bäume erstellt. Der Gemeinderat beschloss am 15. März 2016 einstimmig die Umsetzung der darin enthaltenen Maßnahmeempfehlungen bei der Eschelbronner Firma Fabian Himmelhan in Auftrag zu geben, die am 7. März 2016 ein entsprechendes Angebot über 11.022,38 Euro eingereicht hatte.